# Instituto Federal do Sudeste de Minas Gerais
O Instituto Federal de Educação, Ciência e Tecnologia do Sudeste de Minas Gerais é uma instituição que oferece educação básica, profissional e superior, de forma pluricurricular. É uma instituição multicampi, especializada na oferta de educação profissional e tecnológica nas diferentes modalidades de ensino, com base na conjugação de conhecimentos técnicos e tecnológicos às suas práticas pedagógicas. Sua reitoria está instalada em Juiz de Fora.

## Histórico
O Instituto Federal de Educação, Ciência e Tecnologia do Sudeste de Minas foi criado mediante integração do Centro Federal de Educação Tecnológica de Rio Pomba, da Escola Agrotécnica Federal de Barbacena e do Colégio Técnico Universitário da Universidade Federal de Juiz de Fora.
Dia 20 de junho de 2009 a prefeitura municipal de São João del-Rei assina convênio com o Instituto Federal do Sudeste de Minas Gerais e cede prédio para o funcionamento do campus. O Concurso Público para contratação de professores do campus São João del-Rei do IFSEMG foi publicado dia 1º de junho de 2009.[carece de fontes?]

## Instituições formadoras

### Centro Federal de Educação Tecnológica de Rio Pomba
Em 29 de dezembro de 2008, através da Lei 11.892, de 29 de dezembro de 2008, o CEFET foi transformado no Instituto Federal do Sudeste de Minas Gerais..

### Escola Agrotécnica Federal de Barbacena
A Escola Agroténica Federal de Barbacena foi criada pelo decreto nº 358 de 9 de novembro de 1910, assinado pelo então presidente Nilo Peçanha, como Aprendizado Agrícola de Barbacena subordinado ao Ministério da Agricultura, Indústria e Comércio. Suas atividades foram iniciadas em 14 de junho de 1913, no governo do Marechal Hermes da Fonseca.[carece de fontes?]
Ao longo dos anos, teve seu nome e subordinação muitas vezes modificados. Pela lei nº 8.731, de 16 de novembro de 1993, passou a ser uma autarquia vinculada ao Ministério da Educação e do Desporto.